# Dina Joffe
Dina Joffe of Dina Yoffe (Riga, 18 december 1952) is een Lets pianiste.

## Biografie
Dina Joffe doorliep de speciale Darsina-muziekacademie in Riga. Vervolgens studeerde ze aan de Centrale muziekschool in Moskou, en vervolgens aan het Conservatorium van Moskou. Haar leraar was Vera Gornostajewa, de opvolger van Heinrich Neuhaus.
In 1975 kwam zij op het Chopin-concours uit voor de Sovjet-Unie en behaalde er de 2e plaats (Krystian Zimerman werd eerste).
Dit succes vormde de springplank voor een internationale carrière. Ze ging op tournee naar onder andere Frankrijk, Duitsland, Engeland, Rusland, Israël, Japan, de Verenigde Staten, Finland en Polen, samen met wereldberoemde dirigenten en muzikanten zoals Zubin Mehta, Neville Marriner, Valeri Gergiev, Dmitri Kitaenko, James DePreist, Gidon Kremer, Joeri Basjmet, en Vadim Repin, Michael Vaiman, Mario Brunello en Jacek Kaspszyk. Zij nam deel aan vele internationale muziekfestivals in Europa, Japan en het Verenigd Koninkrijk.
Ze was jurylid op internationale pianoconcoursen, onder meer in Cleveland, Kiev, Odessa en Takamatsu.
Zij maakte echter ook carrière als pianodocente. Van 1989 tot 1996 was ze docent aan de Samual Rubin-muziekacademie aan de Universiteit van Tel Aviv en van 1995 tot 2000 hield zij masterclasses in Parijs, New York, Yamaha, Hamburg en Tokio. Zij is artistiek directeur van het Festival en kampioenschapcursussen aan de Moulin D'Andé in Frankrijk. Sinds 2000 leidt ze klassen op topmuziekfestivals in New York en masterclasses in Frankrijk, Duitsland en Królweskiej en de Academy of Music in Londen. Zij is ook docent aan de internationale Anton Rubinstein Academie in Duitsland.
Joffe heeft talrijke radio-, televisie-uitzendingen en registraties gedaan. Haar discografie bevat werken van Chopin (24 preludes, Fantasie in f mineur en 19 walsen), Schubert (kamermuziek), Franck en Prokofjev.
In 2013 speelde Joffe op het laatste Koninginnedagconcert in Paleis Noordeinde het Pianoconcert in f van Chopin op een Erard-vleugel, samen met het Orkest van de Achttiende Eeuw onder leiding van Frans Brüggen.
- Bibliothèque nationale de France: cb140084629 (data)
- Gemeinsame Normdatei: 1013478436
- International Standard Name Identifier: 0000 0001 2214 5962
- Library of Congress Control Number: n95058646
- MusicBrainz: 2f148176-2938-4624-b355-92f61fd160ac
- Réseau des bibliothèques de Suisse occidentale: 02-A017577388
- Système universitaire de documentation: 24409053X
- Virtual International Authority File: 303804793
- WorldCat: E39PBJg4rPDCC489QYw9P3bTpP